# Hasselt
Hasselt es una ciudad belga, capital de la provincia de Limburgo, en la Región Flamenca. Contaba con una población de alrededor de 89.585 habitantes en 2025.

## Historia
En Hasselt se celebró el Festival de Eurovisión Infantil 2005.

## Demografía
Todos los datos históricos relativos al actual municipio, el siguiente gráfico refleja su evolución demográfica, incluyendo municipios después de efectuada la fusión el 1 de enero de 1977.
| Gráfica de evolución demográfica de Hasselt entre 1846 y 2023 |
|                                                               |

## Educación
|  | Universidad            | Fundación | Acrónimo | Tipo    |
|  | ---------------------- | --------- | -------- | ------- |
|  | Universidad de Hasselt | 1971      | UHasselt | Pública |

## Ciudades hermanadas
Están hermanadas con Hasselt las siguientes ciudades:
- Detmold (Alemania)
- Itami (Japón)
- Mountain View (Estados Unidos)
- Sittard (Países Bajos)

## Personas notables
- Willy Claes, diplomático y antiguo Secretario General de la OTAN.
- Max Verstappen, tetracampeón del mundo de Fórmula 1.